# Železniční doprava ve Středoafrické republice
Železniční doprava ve Středoafrické republice v současnosti neexistuje. Jediná kdy existující železniční trať na území současné Středoafrické republiky byla úzkorozchodná trať o délce pouhých 7,5 kilometrů, další tratě se nikdy nedostaly dále než do fáze plánování.

## Železniční trať Zinga–Mongo
Železniční trať Zinga–Mongo je dosud jediná kdy existující železniční trať na území současné Středoafrické republiky. Jednalo se o 7,5 kilometrů dlouhou trať o rozchodu 600 mm vedoucí z městečka Zinga v prefektuře Lobaye do vesnice Mongo. Tato trať byla postavena kvůli peřejím, které znemožňovaly celoroční splavnost přilehlé vodní cesty. V provozu byla od roku 1930 zhruba do roku 1960, kdy byla zničena během chaosu, který vypukl během bojů za nezávislost na Francii. Provoz byl definitivně ukončen v roce 1962, kdy byl po 13 letech práce dokončen 2,5 metrů hluboký průplav, který umožnil celoroční splavnost vodní cesty.
Dráha byla postavena jako úzkorozchodná (600 mm) a provozovala ji Všeobecná dopravní společnost rovníkové Afriky (francouzsky Compagnie Générale de transport en Afrique Equatoriale).
11. dubna 2006 byly zbytky této tratě zařazeny do předběžného seznamu Světového dědictví UNESCO do kulturní kategorie.

## Plánované tratě

### Železniční trať Bangui – Fort Lamy
V roce 1958 (tj. v období autonomie Středoafrické republiky v rámci Francouzského společenství) byla plánována výstavba mezistátní tratě z Bangui do Fort Lamy (dnešní N'Djamena) v Čadu, která by překonávala vzdálenost 870 kilometrů. Během chaosu, který vypukl během bojů za nezávislost na Francii, tento projekt upadl v zapomnění.

### Železniční trať Bangui–Kribi
V roce 2002 vznikly plány na výstavbu tratě, která by spojovala Bangui s přístavem Kribi v Kamerunu. K její realizaci však nikdy nedošlo.